# Mount Kosciuszko
Mount Kosciuszko är med sin högsta topp på 2 228 meter över havet det högsta berget på Australiens fastland (det finns en högre topp, Mawson Peak, på ön Heard i södra Indiska oceanen). Berget, det högsta i Australiska alperna, är uppkallat efter den polske frihetskämpen Tadeusz Kościuszko som bland annat deltog i amerikanska frihetskriget.
Man kan vandra upp till toppen utan att behöva klättra. Det är 6-8 km vandring och det finns också en stollift (som hör till en skidanläggning) som når nästan ända upp. Fler än 100 000 personer når toppen varje år. Det är snö på vintern och barmark på sommaren.